# Lisa Pasteiner
Lisa Pasteiner, née le 20 juin 1999, est une coureuse cycliste autrichienne. Elle pratique le VTT, le cyclo-cross et le cyclisme sur route.

## Palmarès en VTT

### Championnats du monde
- Nové Město na Moravě 2016
  -  Médaillée d'argent du cross-country juniors
- Lenzerheide 2018
  - 32e du cross-country espoirs
- Mont-Sainte-Anne 2019
  - 10e du cross-country espoirs

### Championnats d'Europe
- Brno 2019
  - 6e du cross-country espoirs
  - 8e du relais par équipes

### Championnats nationaux
- 2017
  - 2e du cross-country juniors
- 2018
  - 2e du cross-country
- 2019
  -  Championne d'Autriche de cross-country eliminator
  - 2e du cross-country

## Palmarès en cyclo-cross
- 2015-2016
  - 2e du championnat d'Autriche de cyclo-cross
- 2016-2017
  - 2e du championnat d'Autriche de cyclo-cross
- 2017-2018
  - 3e du championnat d'Autriche de cyclo-cross
- 2018-2019
  - 2e du championnat d'Autriche de cyclo-cross
- 2019-2020
  -  Championne d'Autriche de cyclo-cross

## Palmarès sur route
- 2016
  - 9e du championnat d'Europe sur route juniors